# Rafael María de Labra Cadrana
Rafael María de Labra Cadrana (La Habana, 7 de septiembre de 1841-Madrid, 16 de abril de 1918) fue un ideólogo y político español, liberal y republicano, activo antiesclavista y escritor prolífico.

## Biografía
Hijo de una pareja de labradores asturianos: Rafaela (natural de Gijón, hija del subintendente de Cuba, Ignacio González Cadrana) y de Ramón María de Labra (nacido en Cangas de Onís en 1788).

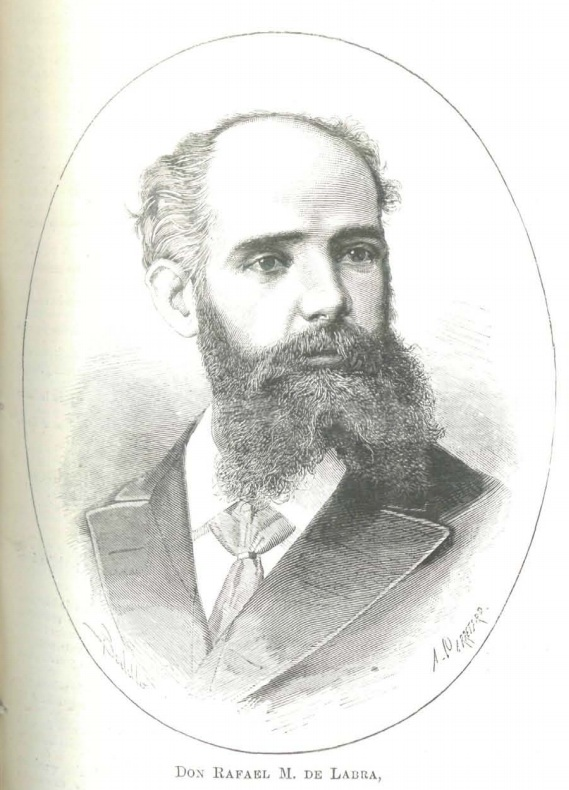
Retrato de Labra publicado el 8 de abril de 1881 en La Ilustración Española y Americana

Siendo todavía niño se trasladó con su familia a España, viviendo primero en Cádiz y desde que tuvo diez años en Madrid, en cuya Universidad estudió las carreras de Filosofía y Letras y de Derecho, graduándose de abogado en 1860. Un año antes recibió de manos de Olózaga un premio a la elocuencia en la Academia de Jurisprudencia y Legislación. El 15 de noviembre de 1857 ingresó como Miembro en el Ateneo de Madrid (con el número 1769, presentado por Enrique Lemming, Fernando Cos-Gayón y Gabino María Armeiza), donde muy pronto se dio a conocer gracias a sus facultades como orador. Se inició en el periodismo en El Contemporáneo y en La Discusión. En la Revista Hispanoamericana (1864-1867) pronto propuso la autonomía de Cuba. Fue gran activista de la Sociedad Abolicionista Española fundada en 1865, siendo presidente del Comité ejecutivo desde 1868 a 1876  en que ocupó la Presidencia de la Sociedad, que se disolvió en 1888, una vez erradicada la esclavitud de las naciones hispánicas. Su antiesclavismo le granjeó grandes enemistades en Cuba, asegurando Miguel Moya (Oradores políticos) que un periódico integrista cubano abrió suscripción para premiar a quien lograse aniquilarle: «Por sacarle los ojos, 100. Por partirle el corazón de una puñalada, 500. Por arrastrarle, 1.000 pesos.». 
También, fue ponente en las conferencias dominicales sobre la educación de la mujer (Universidad de Madrid), con la conferencia Sobre la mujer y la legislacion castellana (Madrid, 1869).
En 1871 fue elegido diputado en Cortes por Infiesto, Asturias, sin pertenecer a ningún partido político. Labra logró que la Asamblea Nacional aprobase la Ley de abolición de la esclavitud.
Fue uno de los fundadores de la Institución Libre de Enseñanza en 1876. Fue rector de esta entre 1881-1882 y entre 1885 y 1918. Senador por la Universidad de La Habana en 1896-1898 y por la Sociedad Económica de Amigos del País de León de 1901 a 1918, fue uno de los diputados y senadores homenajeados por Solidaridad Catalana el 20 de mayo de 1906 por su oposición en el Senado a la Ley de Jurisdicciones.